# Lina Barrera Rueda
Lina María Barrera Rueda (San Gil, Santander; 1972) es una Administradora de empresas y política colombiana. 
En las elecciones legislativas de 2010 fue elegida Representante a la Cámara por Santander con el aval del Partido Conservador Colombiano. En las elecciones legislativas de 2014 fue reelegida en su cargo. En marzo de 2020 tomó posesión como Viceministra del Deporte de Colombia.

## Biografía
Lina María Barrera Rueda, nació en San Gil, Departamento de Santander, se graduó como Bachiller de la Escuela Normal de Señoritas de San Gil y estudió Administración de Empresas en la Universidad Autónoma de Bucaramanga, es especialista en Gestión Estratégica de Mercadeo de la Universidad Autónoma de Bucaramanga y en Derecho de Seguros de la Universidad Externado de Colombia.
En las elecciones legislativas de 2010 fue elegida Representante a la Cámara por Santander con el aval del Partido Conservador Colombiano con 29.177 votos. En las elecciones legislativas de 2014 fue reelegida con 32.478 votos.